# Leucomonia bethia
Leucomonia bethia är en fjärilsart som beskrevs av Kirby 1877. Leucomonia bethia ingår i släktet Leucomonia och familjen svärmare. Inga underarter finns listade i Catalogue of Life.